# Опасный Бангкок (фильм, 2008)
«Опасный Бангкок» (англ. Bangkok Dangerous) — кинофильм, криминальный боевик. Авторемейк одноимённого дебюта братьев Пэнг 1999 года. Слоган фильма «There’s only one way out» (в русском прокате «Один человек. Одна пуля. Один выстрел»). Премьера в Таиланде состоялась 22 августа 2008 года (мировая 4 сентября 2008). Рейтинг MPAA: детям до 17 лет обязательно присутствие родителей.

## Сюжет
Киллер Джо едет в Бангкок, чтобы убить четырёх человек. Он нанимает карманного воришку Конга в качестве помощника и встречает глухонемую девушку, которая работает в аптеке.
Джо нарушает своё собственное правило «не интересоваться людьми, не имеющими отношения к работе» и берет Конга в ученики. У Конга начинается роман с танцовщицей из ночного клуба, через которую мафия обменивалась с Джо информацией. Конг постоянно спрашивает о жертвах Джо и являются ли они плохими людьми. Это пробуждает совесть у Джо, но он все равно выполняет первые три заказа, утверждая, что они «для кого-то — плохие». В третьем убийстве Конг помогает Джо, и убийство проходит не по плану, Джо приходится гнаться за целью.
Четвёртая цель — политический деятель, трудная и рискованная цель, поэтому Джо просит больше денег. Джо видит, как толпы людей радостно приветствуют его жертву, и не убивает её. Появившаяся полиция не даёт Джо выполнить заказ. Гангстеры боятся, что Джо выдаст их и захватывают Конга и танцовщицу, чтобы через них выйти на Джо. Теперь Джо сам становится мишенью, причём и для мафии, и для полиции. Он становится перед выбором: спасти Конга или покинуть страну. Джо решает спасти Конга. Он участвует в многочисленных перестрелках и в конечном итоге встречается с лидером банды. В это время появляется полиция, и Джо убивает себя и бандита одной пулей в голову.

## История создания
Братья Пэнг решили снять ремейк на свой же одноимённый фильм 1999 года. Но в первом фильме глухонемым был сам киллер, что делало фильм бесстрашным и бескомпромиссным боевиком. Они решили сохранить динамичность, но изменить самих героев.
В интервью газете «Интернэшнл геральд трибюн» они заявили:
В оригинальном варианте глухонемым был киллер, но мы подумали, что с точки зрения маркетинга заставлять такого актёра, как Николас Кейдж, весь фильм ходить с закрытым ртом было бы очень неразумно.
Однако на сайте Rotten Tomatoes фильм получил только 8 % рейтинга из 38 голосов. Основными недостатками ремейка являются: тёмная картинка, рваный темп, унылая сюжетная линия и довольно деревянные действия.

## В ролях
| Актёр           | Роль   |
| --------------- | ------ |
| Николас Кейдж   | Джо    |
| Чакрит Ямнам    | Конг   |
| Чарли Ян        | Фон    |
| Пэнворд Хаммани | Аом    |
| Дом Хетракул    | Аран   |
| Джеймс Уит      | Чикаго |